# Алимтау
Алимтау (каз. Әлімтау) — село в Сарыагашском районе Туркестанской области Казахстана. Административный центр Алимтауского сельского округа. Код КАТО — 515439100.

## Население
В 1999 году население села составляло 1191 человек (616 мужчин и 575 женщин). По данным переписи 2009 года, в селе проживало 1087 человек (573 мужчины и 514 женщин).